# Sprachentwicklung
Die Sprachentwicklung kann in die Entwicklung der Sprache in der Stammesgeschichte der Lebewesen (Phylogenese) bis zur Entstehung der Menschen und in die Sprachentwicklung während der Evolution des Menschen (Homogenese) unterteilt werden. Letzteres wird auch als (kulturelle) Sprachevolution bezeichnet.
Für den infrahumanen (vorsymbolischen) sowie für den Beginn des humanen Bereichs liegen bislang keine zuverlässigen Forschungsergebnisse vor. Diese Einschränkung bezieht sich einerseits auf den derzeitigen Stand der Forschung, ist aber andererseits grundsätzlicher Natur, da keine sprachlichen Dokumente vorliegen. Die frühe Entwicklung der Umgangssprache entzieht sich der Erkenntnis, da sie keine unmittelbaren Spuren hinterließ.

## Verständigung im infrahumanen Bereich
Die biologische Evolution der menschlichen Sprache zu rekonstruieren, ist ihrem Selbstverständnis nach Aufgabe der Biolinguistik. Im Verlaufe der stammesgeschichtlichen Entwicklung (Phylogenese) wurde der Bereich des Lernbaren im Vergleich zum genetisch Weitergegebenen allmählich breiter. Eingang in den Erbgang findet nur die Modifikabilität an sich und nicht die Ergebnisse einzelner Modifikationen. Doch kann es nicht darum gehen, die auf Lernprozessen beruhenden Veränderungen den Modifikationen, die auf der natürlichen Selektion basieren, einfach gegenüberzustellen. „Die Frage ist nicht, ob ein bestimmtes Verhalten Ergebnis der natürlichen Selektion oder eines kulturellen Lernprozesses ist, sondern die Frage ist letztlich, aus welchen Gründen welche Lernprozesse aus der natürlichen Selektion hervorgegangen sind“.
Bei den höheren Primaten ist aufgrund des gewonnenen Freiraums die soziale Kommunikation schon ausgeprägt. Demgegenüber ist die Informationsvermittlung noch kaum vorhanden. Die höheren Primaten können in ersten Ansätzen mit ihren Gesten schon „über etwas“ kommunizieren, sofern die fehlenden natürlichen Voraussetzungen hierzu künstlich erfüllt werden, doch ihre auditive Kommunikation dient noch ausschließlich dem unmittelbaren emotionalen Ausdruck. Menschenaffen zeigen große Schwierigkeiten, einem emotionalen Zustand entsprechende Laute von sich zu geben, wenn sie sich gerade nicht in diesem befinden. Die Laute von Primaten sind graduell abgestuft. Lauschende Primaten versuchen, subtile Abstufungen im emotionalen und körperlichen Zustand der Kommunikationssender wahrzunehmen und einzuschätzen. In Gefangenschaft geborenen Menschenaffen konnten in mehreren Fällen die Verwendung von Gebärdensprachen sowie die Zeichensprache Yerkish beigebracht werden. Schimpansen können bereits mit sogenannten Werkzeugen umgehen, doch scheint eine eigentliche Herstellung von Werkzeugen und insbesondere deren Weitergabe und Verbesserung über Generationen hinweg noch nicht möglich zu sein.

## Genetische und anatomische Hypothesen zur menschlichen Sprachentwicklung
Seit der Entdeckung des für Spracherwerb und Lautäußerungen relevanten FOXP2-Gens gibt es die Theorie, dass eine Mutation dieses auch bei Vögeln, Primaten und Neandertalern anzutreffenden Gens vor einigen 100.000 Jahren zur Entwicklung der menschlichen Sprache geführt habe. Das Gen unterstützt sowohl das Längenwachstum als auch die Verästelung von Neuriten im sich entwickelnden Gehirn. Wenn das Gen beschädigt ist, wie bei den betroffenen Mitgliedern der KE Family, scheint die Entstehung von neuen neuronalen Verbindungen beeinträchtigt zu sein.
Diesem genetischen Ansatz steht der anatomische Ansatz des Kognitionswissenschaftlers Philip Lieberman gegenüber. Laut ihm beruht die Fähigkeit des Menschen, sprechen zu können, auf anatomischen und feinmotorischen Fähigkeiten, die andere Primaten nicht aufweisen. So war die einzigartige Kontrolle, die der Mensch über seine Zunge und ihre Bewegungen hat, wiederholt Objekt von Untersuchungen. Eine Theorie brachte die Größe des Nervus hypoglossus, der für die Kontrolle der Zungenbewegungen verantwortlich ist, mit der Entwicklung von Sprache in Verbindung. Ein Team unter dem Paläanthrologen David DeGusta wies diese Theorie zurück, nachdem sie zeigten, dass die hypoglossalen Nervenkanäle von sowohl nicht-menschlichen Primaten als auch Australopithecina im Rahmen der Werte von modernen Menschen lagen. Die Kontrolle über die Zunge könne daher nicht mit der Größe des Nervs zusammenhängen.
Ein anatomischer Aspekt, der von vielen Wissenschaftlern als Indikator für die Verwendung komplexer Sprache angesehen wird, ist der abgesenkte Kehlkopf. Während u. a. Ziegen, Hunde und Großkatzen ihren Kehlkopf temporär absenken können, um lautstarke Töne von sich zu geben, ist eine permanente Absenkung des Kehlkopfes außer beim Menschen nur bei einigen Rehspezien zu finden. Laut Lieberman ist die menschliche Anatomie dahingehend einzigartig, dass sich Kehldeckel und Gaumensegel nicht berühren; dies habe die Artikulation begünstigt. Diese These wird von anderen Wissenschaftlern stark angezweifelt, da die Umgestaltung des menschlichen Sprachtrakts lange Zeit gedauert haben müsse und dadurch bereits sehr frühe Vorfahren des modernen Menschen über Sprachfähigkeit verfügt hätten.
Offenbar ist die Fähigkeit des Erlernens lautgebundener Kommunikation von den Elterntieren nicht an anatomische Merkmalen von Menschen oder Primaten gebunden, wie das Beispiel der Wale oder Vögel zeigt.

## Soziale und kulturelle Aspekte der Sprachentwicklung
Beim Übergang des Tieres zum Menschen sind die über die genetische Programmierung hinausgehenden Sachverhalte wie die Weitergabe und Weiterführung von Steinwerkzeugen über Generationen hinweg und Kompetenzen wie das akkumulative Auswahlvermögen, das hinsichtlich des sprachlichen Verhaltens generativ ist, in dem phylogenetisch eröffneten Freiraum relevant. Die Produktion von Steinwerkzeugen und anderen spezifisch menschlichen kulturellen Erzeugnissen setzt neben der gleichzeitig erfolgenden synchronischen Verständigung auch die diachronische Verständigung voraus. Arbeit erfordert kognitive Dispositionen und kommunikative Austauschformen, die ohne Sprache nicht denkbar sind. Die Arbeit ist nicht nur der Anstoß, sondern ein ständig wirkender Faktor für die Entwicklung von Sprache. Die Überlieferung und Aneignung von Werkzeugen sowie die Weitergabe entsprechender Fähigkeiten erfordert das Medium der Sprache. Eine Besonderheit menschlicher Sprache im Unterschied zu den Tiersprachen besteht darin, dass mit ihr Begriffe variantenreich und kreativ kombiniert werden. Je komplexer und differenzierter die Sprache wird, desto feiner kann wiederum die Umwelt wahrgenommen und verarbeitet werden.
In das zwischenmenschliche Verhalten werden Gegenstände mit Merkmalen oder (Merk-)Zeichen so involviert, dass das integrierte Zeichen auch anstelle des Gegenstandes erscheinen kann. Vom Zeichen als gegenstandsbezogenem Denotat unterscheidet sich das Zeichen als assoziativer Verweis, als sogenanntes Konnotat, das Hinweise auf die mit ihm verbundenen Empfindungen und Emotionen eröffnet.
Im Verlaufe der Entstehung der Menschheit und ihrer dokumentierten Geschichte nimmt die Zeichenstrukturiertheit des zwischenmenschlichen-gegenständlichen Verhaltens zu und prägt dadurch die kognitive Verarbeitung der Wirklichkeit. Verschiedene interkulturelle Untersuchungen weisen darauf hin, dass die alltägliche Wahrnehmung und das gewöhnliche Erkennen der Wirklichkeit durch die Sprache strukturiert wird.

## Zeitpunkt des Sprachursprungs
Hoffnungen macht man sich von der Anwendung statistischer Methoden zur Eruierung des Ursprungszeitpunkts der menschlichen Sprache. Bei einem solchen Vorgehen wird versucht, die Zeit zu berechnen, die erforderlich war, um die heutige Komplexität und Diversität der Sprachen zu erreichen. Eine Berechnung aus dem Jahr 1998 ergab, dass es spätestens vor 100.000 Jahren zur ersten Auseinanderentwicklung der Sprachen gekommen sein muss.
Eine Berechnung aus dem Jahr 2012 zieht als Grundlage dazu die Anzahl an klar unterschiedlichen Lauten in modernen Sprachen heran. Der Vergleich der Anzahl von Phonemen in weltweiten Sprachen in Relation mit afrikanischen Sprachen soll greifbar machen, wie lange afrikanische Sprachen bereits haben existieren müssen, um die vorhandene Anzahl an Phonemen zu besitzen. Mit dieser Berechnungsmethode errechnete das Forschungsteam ein Alter von 350.000 bis 100.000 Jahren für die afrikanischen Sprachen. Atkinson errechnete mit derselben Methode 2011 einen Sprachursprung vor 80.000–160.000 Jahren in Südafrika. Diese Studien wurden von Linguisten kritisiert, da die heutige Verteilung der Phoneme kein zweifelsfreier Indikator für eine lange Historie der jeweiligen Sprache sei.

### Neandertaler
Aus DNA-Analysen ist nachgewiesen, dass es keinen Unterschied in der für die Entwicklung der Sprache relevanten Gensequenzen des Neandertalers und der des modernen Menschen gibt. Insbesondere die Entwicklung der FOXP2 Region war vor der Abspaltung von Neanderthaler und archaischen Homo Sapiens abgeschlossen. Daraus leiten Anhänger des genetischen Ansatzes ab, dass der Neandertaler fähig zur Sprache war. Die anatomische „Schule“ nach Lieberman vertritt den Standpunkt, dass der Neandertaler nicht über die anatomischen Voraussetzungen für nicht-nasalierter Sprache verfügte und die Vokale [i], [u] und [a] (wie in engl. me, moo und ma) nicht aussprechen konnte. Dem widerspricht eine Studie aus dem Jahr 2002, die dem Neandertaler trotz nicht abgesenkten Kehlkopfs einen ähnlichen Vokalraum wie dem modernen Menschen zuspricht. Weitere Analysen 2007 zeigten auf, dass sich die Sprachfähigkeiten von Neugeborenen und Neandertalern kaum unterschieden hätten. Ab 2021 verwies man darauf, dass Neandertaler im Bereich 4-5 kHz besser hören können als heutige Menschen, was eine Theorie erlaubt, dass die Sprache der Neandertaler stärker auf stimmlosen Verschlusslauten (Plosiven wie [t]) sowie stimmlosen Reibelauten (Frikative wie [f]) basierte. Eine konsonantenzentrierte menschliche Kommunikation unterscheidet sich auch von den Rufen anderer Säugetiere, die eher Vokalen ähneln.

### Afrikanische Ursprache des Homo sapiens
Vertreter der Ursprachentheorie sehen in den afrikanischen Khoisan-Sprachen den ältesten Sprachtyp des modernen Menschen, der sich vor allem durch das Merkmal der Klicklaute auszeichnet. Von diesen Sprachen haben sich – so die Annahme – vor mindestens 60.000 Jahren andere Sprachen getrennt, die dieses Merkmal verloren haben.

## Entwicklung morphologischer Sprachmerkmale
Christian Lehmann geht davon aus, dass vor etwa zwei Millionen Jahren die lautlichen Äußerungen der Vorfahren des heutigen Menschen rein indexikalisch verwendet wurden, d. h. sie begleiteten zunächst Gesten und waren holophrastisch ohne jede Gliederung wie bei Primaten. In der Folgezeit wurden die Gesten zunehmend überflüssig, während die lautlichen Elemente zunehmend gegliedert und immer häufiger situationsunabhängig genutzt wurden. Der archaische Homo sapiens habe als erster einfache syntaktische Konstruktionen verwendet; damit wurde der Sprachgebrauch zunehmend symbolisch-konventionell und arbiträr, und er verlor seine indexalische und onomatopoetische Funktion. Vor etwa 150.000 Jahren begann die Morphologisierung phonologischer Alternationen und grammatikalischer Konstruktionen; vor 50.000 Jahren sei die Sprache auch in syntaktischer Hinsicht voll entwickelt gewesen. Die Verfügbarkeit der Schrift habe in den letzten mehr als 5000 Jahren die Situationsentbundenheit der Sprache weiter gesteigert.
Wilhelm von Humboldt, der Begründer der vergleichenden Sprachwissenschaft, entwickelte in den 1820er Jahren zunächst ein Dreistufenmodell der Sprachentwicklung historisch fassbarer Sprachen von den isolierenden Sprachen mit Worten, die Dinge bezeichnen und die nur durch eine festen Satzstellung verknüpft sind (z. B. Malaiisch) über die agglutinierenden Sprachen mit ihren bedeutungsverändernden Affixen (z. B. Türkisch) bis hin zu den flektierenden Sprachen, bei denen die grammatische Form das Wort, das einen Stoff oder eine Tätigkeit bezeichnet, vollständig überprägt und ihm eine stärkere Individualität, hohen ästhetischen Reiz und größere Ausdruckskraft verleiht (vor allem durch den Ton auf den bedeutungstragenden und -verändernden Vokalen der wurzelflektierenden Sprachen wie Sanskrit oder Altgriechisch).
Probleme entstanden dabei jedoch bei der Einordnung des Chinesischen als einer alten Kultursprache trotz ihres simplen isolierenden Sprachbaus sowie der modernen indoeuropäischen Sprachen, die ihre flektierenden Elemente z. T. abgestreift haben, aber ebenso wenig als simpel oder gar geistlos gelten können. Daher postulierte Humboldt eine Kurve der Aszendenz hin bis zum Zenit der Flexion, durch die alle notwendigen grammatischen Elemente in das Wort inkorporiert werden und dadurch eine Einheit von Denken und Sprechen erreicht wird, und eine nachfolgende Phase der Deszendenz mit Flexionsverlust (wie im Englischen), die die Leistung des Verstehens der grammatischen Struktur wieder verstärkt dem Hörer überlässt, was nur auf einem hohen Niveau des flexiblen Sprachgebrauchs möglich, jedoch mit einem gewissen ästhetischen Verlust verbunden ist. Diese These ist auch mit der modernen Forschung noch vereinbar, die weitgehend darüber einig ist, dass der flektierende tatsächlich der jüngste morphologische Sprachtyp ist.
Humboldt widerlegte auch die Annahme, dass sich der Sprachwandel in Gesellschaften mit niedriger materieller Entwicklungsstufe nur sehr langsam vollziehe. Humboldt berichtete über einen in Ozeanien und Amerika verbreiteten Gebrauch, in einer Sprache Wörter auszutauschen, wenn dem Träger eines Namens, der aus diesen Wörtern gebildet ist, etwas Einmaliges widerfährt.
Der russische Linguist Georgij Klimov zeigt am Beispiel von kaukasischen Sprachen, dass Aktivsprachen offenbar später durch Übernahme ergativer und nominativistischer Konstruktionen überprägt wurden.

## Stufen individueller Sprachentwicklung
Andere Stufenmodelle unterscheiden fünf Entwicklungsphasen, welche die Ebene der Individuen in Bezug zur physischen, psychischen und sprachlichen Ebene setzen. Die ersten beiden Phasen sind hierbei als notwendige Bedingung für das Entstehen der sprachlichen Ebene zu sehen, während die folgenden drei Phasen das Entstehen der Sprache weiter beleuchten.
Phase 1

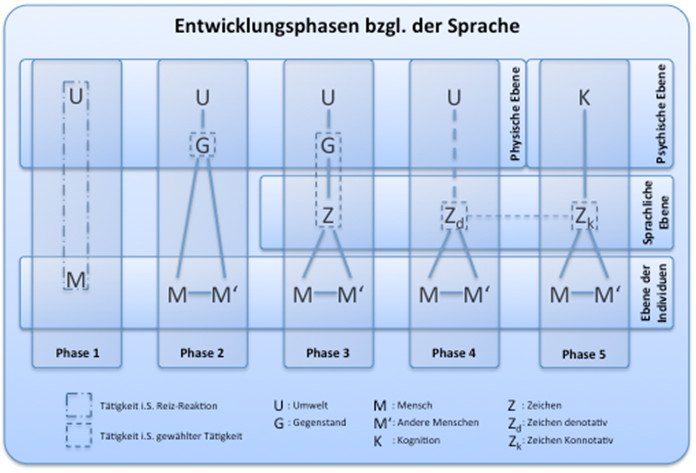
Entwicklungsphasen

Das Individuum interagiert direkt mit seiner Umwelt im Sinne von Reiz-Reaktions-Mechanismen. Seine Tätigkeiten sind also nicht kognitiv geplant, sondern ergeben sich spontan aufgrund der Umweltreize.
Phase 2
Durch Herstellung und Gebrauch von Werkzeugen stellt der Mensch Gegenstände zwischen sich und die Natur. Hierbei kommt es durch die Tätigkeit zur Aneignung der Umwelt durch den Menschen. Dies hat zur Folge, dass die Tätigkeit nicht länger im Sinne eines Reiz-Reaktions-Musters automatisch abläuft, sondern der Mensch Stimuli aus seiner Umwelt auswählt und so bewusst und gezielt auf diese reagiert.
Phase 3
Durch die Selektion von Stimuli aus der Umwelt entstehen Merkmale, die in der Folge zu Zeichen werden (z. B. das Blöken eines Schafs als Zeichen für das Schaf selbst), welche sodann die Grundlage für eine Sprache bilden. In unserer heutigen Sprache sind derartige Überbleibsel noch in Form von Reflexlauten vorhanden. In dieser Phase ist das Ziel der Tätigkeit immer noch das „Amalgam“ von Gegenstand und seinem fest zugeordneten Zeichen.
Phase 4
In dieser Phase löst sich das Zeichen vom Gegenstand im Sinne eines noch eng verbundenen Denotats. Die Tätigkeit bezieht sich nun nur noch auf das Zeichen. Auf diese Weise erschliesst sich der Mensch eine neue operative Ebene, da nun Tätigkeiten sprachlich ausgeführt werden können, ohne diese am eigentlich gegenständlichen Objekt zu vollziehen. Vergleicht man dies mit der zuvor beschriebenen Situation im ausgehenden Paläolithikum so fällt auf, dass ebendiese Fähigkeit des Durchspielens von Tätigkeiten auf einer kognitiven Ebene eine notwendige Voraussetzung für das Entstehen sowie die Anwendung der Levallois-Technik darstellt. Weiterhin stellt die Ablösung des Zeichens vom Gegenstand auch einen weiteren Schritt in Richtung der Einbeziehung der psychischen Ebene in der nächsten Phase dar, da über das Zeichen eine weitere (zusätzlich zu derjenigen in Stufe 2) Mensch-Mensch-Beziehung erschaffen wird, welche jedoch nicht an die Gegenstände im Umfeld der Menschen gebunden ist und damit das Potential besitzt, auch psychische Gegebenheiten zu vermitteln.
Phase 5
Basierend auf der in Phase 4 neu erschaffenen operativen Ebene der abstrakt verwendbaren Zeichen entwickelt sich in Phase 5 neben dem Denotat des Zeichens, das weiterhin in der Umwelt des Menschen verhaftet ist, auch ein von der Umwelt potentiell losgelöstes Konnotat, welches Ausdruck der psychischen Ebene in Bezug auf dieses Zeichen ist. Diese Konnotate können nur dem Sender und/oder Empfänger zugängliche Bedeutungen tragen, sie können aber auch gemeinsame Bedeutungen mit anderen Menschen im Sinne von kulturell geprägten Bedeutungen symbolisieren.

## Sprachevolution
Bereits frühzeitig erkannte die vergleichende Sprachforschung eine Analogie zwischen der biologischen Evolution und der kulturellen Sprachentwicklung, die demnach heute auch als Sprachevolution bezeichnet wird. Beide Arten der Evolution verlaufen in vielen kleinen, fast unmerklichen Änderungen (z. B. biologische Mutationen) sowie gelegentlichen größeren (z. B. sprachliche Lautverschiebungen). Die in beiden Fällen unvollkommenen Anpassungen werden besonders deutlich bei Isolation (Bildung von Unterarten, Endemiten bis hin zur Artbildung bzw. von Dialekten, isolierten Sprachen zu Einzelsprachen), Gen- bzw. Sprachfluss oder kaum veränderlichen Elementen in Rückzugsgebieten (Lebende Fossilien bzw. altertümliche Sprachen in Sprachinseln). Beide Entwicklungen lassen die Rekonstruktion früherer, heute ausgestorbener Arten bzw. Sprachen und die Einordnung in Klassifikationssystemen zu (Biologische Systematik bzw. Sprachfamilien der Welt). Sowohl die Gene als auch Worte weisen lineare Abfolgen auf und sind Träger von Informationen. Weder das Leben noch Sprachen entwickeln sich auf vorgegebene Ziele hin, dennoch weisen beide ein kohärentes, evolutionäres Wachstum auf, das selbst Grenzen vorgibt.

## „Echogenese“
Von Walter A. Koch stammt ein „analogischer“ Forschungsansatz, wonach wir eine Wiederkehr von Merkmalen der Phylogenese der Sprache in anderen Sprachgenesen erwarten können. In Anlehnung an Ernst Haeckels „Biogenetisches Grundgesetz“ von 1866, wonach die Ontogenie eine Rekapitulation der Phylogenie ist, versuchen er und andere Vertreter dieses Ansatzes von heute zu beobachtenden Prozessen der Sprachentwicklung auf die Sprachevolution zurückzuschließen. Dabei kann es sich um den Spracherwerb des Kindes oder die Entwicklung von Pidgin- und Kreolsprachen, um den erneuten Spracherwerb nach Sprachverlust, um Sprachtrainingsversuche mit Primaten oder historische Prozesse des Sprachwandels handeln. Diesen holistischen Ansatz nennt er Echogenese, da die Phylogenese sozusagen ihr Echo in heutigen Prozessen der Sprachgenese hinterlassen habe. Einerseits schwächt er den Ansatz Haeckels ab, da er nur von einer Tendenz spricht; andererseits weitet er ihn aus, da er ihn nicht nur auf die Ontogenese überträgt.